# 穆库什
穆库什（1595年—1659年5月），清太祖努尔哈赤第四女，生母為庶妃嘉穆瑚觉罗氏，與巴布泰和巴布海同母。

## 生平
明万历二十三年出生。明万历三十六年 (1608年) ，穆库什格格嫁给了乌拉国主布占泰。及後，建州和乌拉关系破裂。1613年，努尔哈赤率军征讨乌喇部，布占泰便逃到叶赫，而穆库什格格則被接回建州。之後嫁給額亦都，生下一早夭之子、遏必隆及一女。1621年，额亦都逝世后，穆库什依照收继婚习俗，再嫁额亦都第八子图尔格。遏必隆有兩個女兒入宮為康熙帝的后妃：孝昭仁皇后以及溫僖貴妃。
崇德元年（1636年）十一月，皇太极册封七位公主，皆是其姐妹、女儿等女性亲族。其中“穆库西，受尔如我之妹，当循大礼，赐尔册文，封为和硕公主。尔勿恃吾之妹，越份悖道逆理。”有认为穆库西即是穆库什，此次册封中受封为和硕公主。
穆库什的女兒害怕丈夫尼堪會另娶他人，於是和随嫁妇人孟姑济、穗尼和宝齐黑三人一起商量對策，希望奪取他人所生之子女冒充亲生子女，正好她的母家有个名為大姐的汉人仆妇怀孕了，她便告诉尼堪自己已有孕八个月了。當大姐生了一个女孩時，孟姑济和穗尼悄悄把孩子抱来。尼堪姐姐济鼐格格发现孩子已出生多时，感到十分不對勁而责问了她，她坚持说是自己生的。穆库什和图尔格相信了女儿和仆妇們的话，尼堪便奏闻皇太极。皇太极命刑部承政审讯，怎料三个仆妇都招供了，她仍称是己所生。
崇德二年五月，穆庫什之女與同谋此事的孟姑济、穗尼、宝齐黑、孟姑济母、汉人僕婦大姐，共六人被賜死罪；免去穆库什之死罪，但革去其和硕公主名号，並要要断离图尔格，由她的兄長巴布泰和弟弟巴布海赡养。免去图尔格之死，但革去其世職。遏必隆庇护其母与妹欺隐之罪反告承政于和硕郑亲王前，革去遏必隆所袭昂邦章京一职；而贝子尼堪則免罪。顺治十六年五月，穆库什去世，享年六十四歲。